# 4-ビニルフェノール
4-ビニルフェノールは、ワインやビールに含まれるフェノール類の一種である。4-VPとも略記される。

## 生成
腐敗酵母のブレタノマイセス属により生成される。嗅覚閾値に達すると薬箱、スパイスや煙様と表現される香りをもたらす。ワインでは、4-ビニルフェノールはアントシアニジンなどと反応して、新しい化合物を生成する。
白ワインではビニルフェノール系が優勢であるが（4-ビニルフェノール70–1,150 μg/l、4-ビニルグアヤコール10–490 μg/l）赤ワインではエチルフェノール系が対応する。

## 生化学
4-エチルフェノールは、前駆体となるp-クマル酸を出発点に生成される。ブレタノマイセスは4-ヒドロキシケイ皮酸脱炭酸酵素を介しp-クマル酸を4-ビニルフェノールに変換する。さらにビニルフェノールレダクターゼによって4-エチルフェノールに還元される。クマル酸は微生物培地に添加されることがあり、匂いによるブレタノマイセスの確実な同定を可能にする。

ブレタノマイセスによる、p-クマル酸から4-ビニルフェノールを経て4-エチルフェノールへの変換